# Myotragus
A Myotragus az emlősök (Mammalia) osztályának párosujjú patások (Artiodactyla) rendjébe, ezen belül a tülkösszarvúak (Bovidae) családjába és a kecskeformák (Caprinae) alcsaládjába tartozó fosszilis nem.

## Leírásuk
A Myotragus-fajok a Földközi-tenger nyugati részén levő Baleár-szigetekhez tartozó Mallorca és Menorca szigetek jellegzetes növényevő állatai voltak. A kövületekből ítélve, egyszerre talán sosem élt egy-két fajnál több ugyanabban az időben. Az első faj talán Európából jött a szigetekre, az úgynevezett Messinai sókrízis vége felé, amikor is a Földközi-tenger szintje jóval alacsonyabb volt; ez körülbelül a kora pliocén korszakban történt, 5,3 millió évvel ezelőtt. A legkésőbbi és egyben a legismertebb faj a Myotragus balearicus, amely a holocén közepén, körülbelül 5000 évvel ezelőtt tanúja volt az ember megérkezésének eme szigetekre. 
A szigeteken a legelő állatokból bokorevő állatok alakultak ki.Nem sokkal ezután a faj és vele együtt a Myotragus emlősnem kihalt.
A Myotragus balearicus érdekes módon képes volt előrenézni; azaz a szemei más kecskékhez képest nem annyira oldalt, hanem inkább előrébb ültek. Marmagassága 50 centiméter és testtömege 50-70 kilogramm lehetett. Egyes elméletek szerint az ideérkezett emberek elkezdték háziasítani, azonban erre még nincs bizonyíték.

## Rendszerezés
A nembe az alábbi 6 faj tartozik (a fajok ABC-sorrendben vannak, nem pedig kifejlődésük szerint):
- Myotragus antiquus Pons-Moyà, 1977
- Myotragus balearicus Bate, 1909 - típusfaj; a legkésőbbi faj[9]
- Myotragus batei Crusafont & Angel, 1966
- Myotragus kopperi Moya & Pons, 1980
- Myotragus palomboi Bover, Quintana & Alcover, 2010
- Myotragus pepgonellae Moyà-Solà & Pons-Moyà, 1982

## Képek

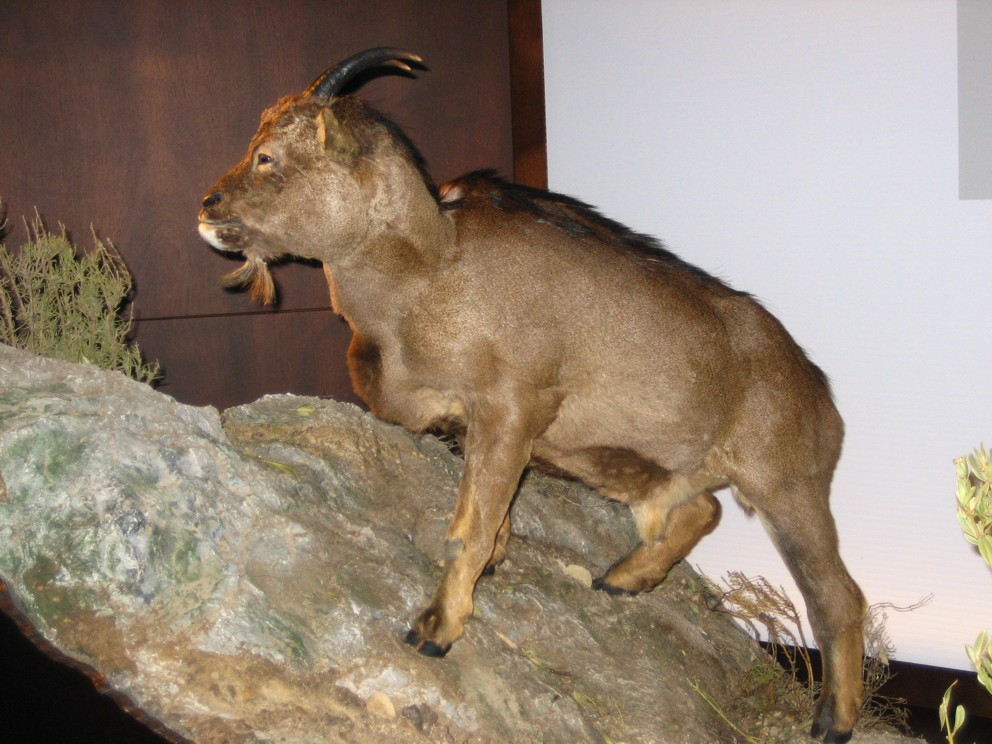
A M. balearicus rekonstrukciója
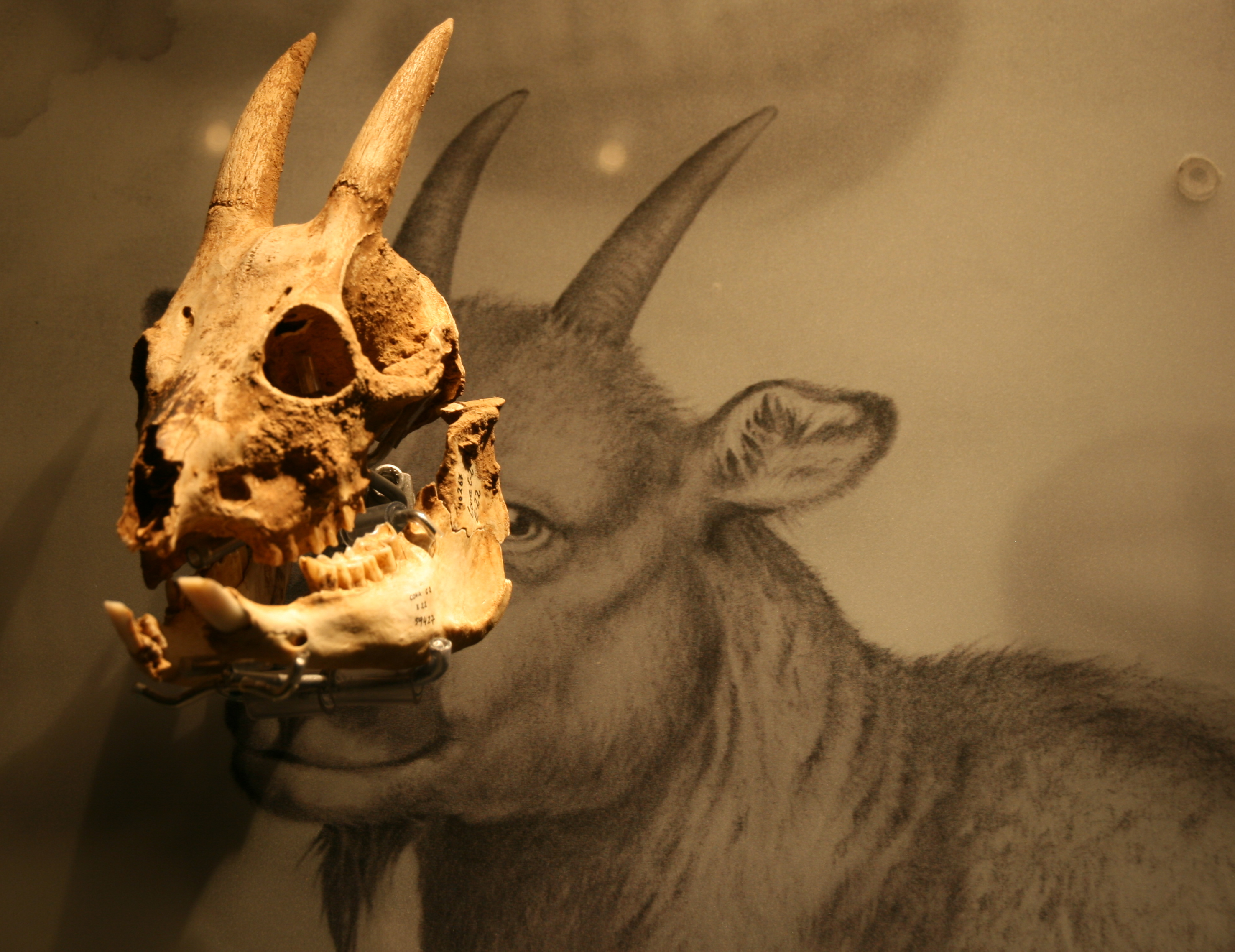
és
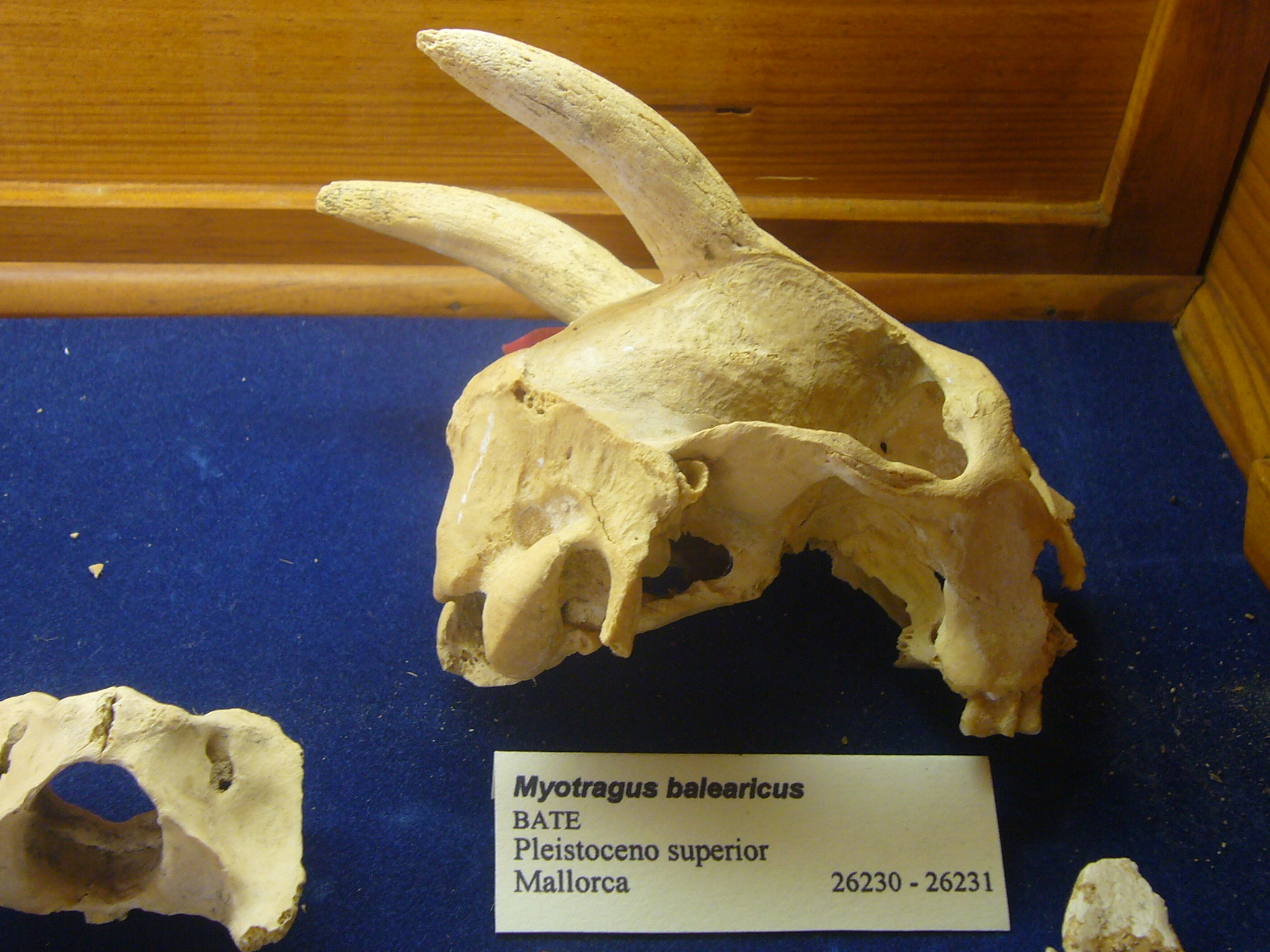
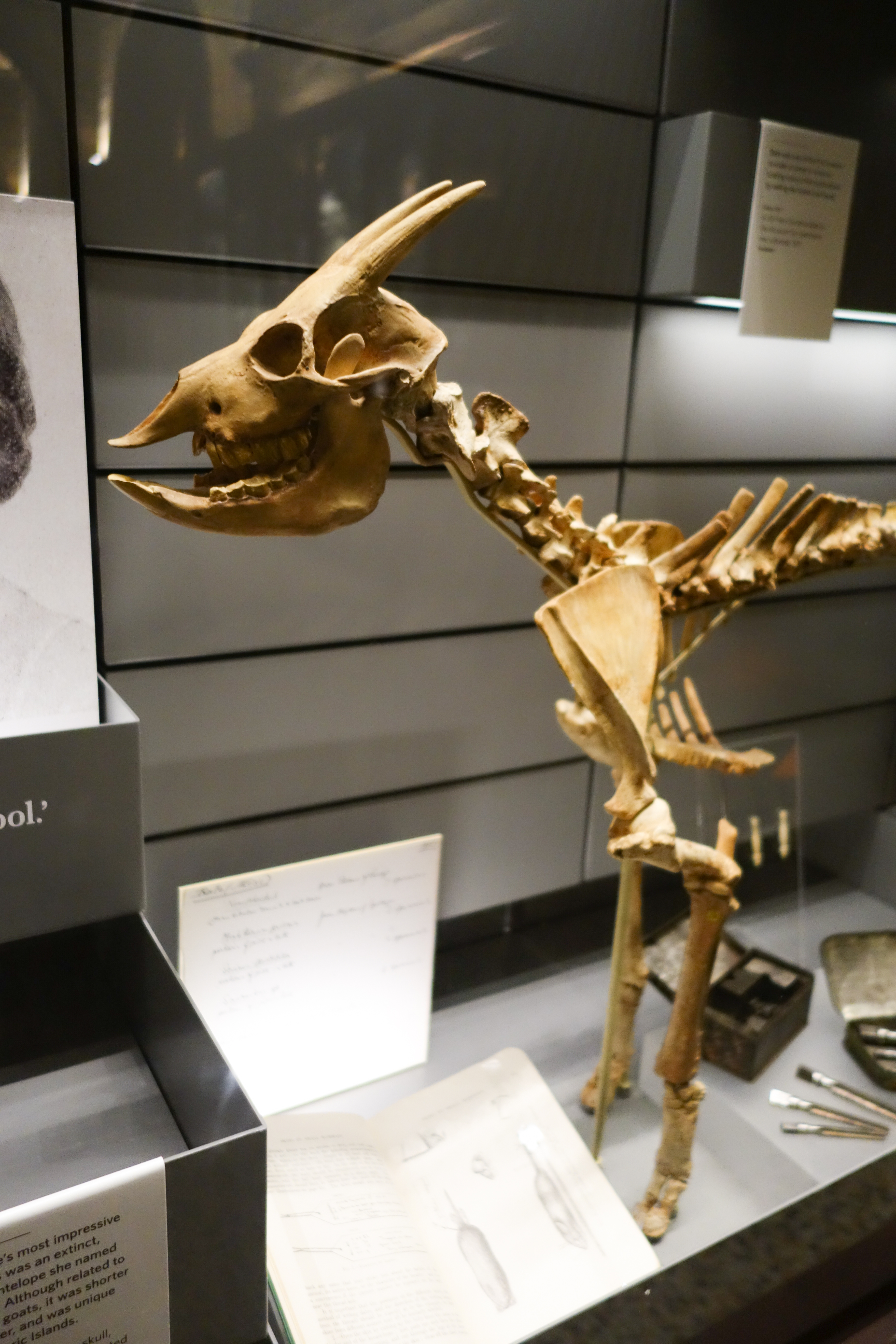
kövületei

## Fordítás
- Ez a szócikk részben vagy egészben  a   Myotragus című angol Wikipédia-szócikk ezen változatának fordításán alapul.  Az eredeti cikk szerkesztőit annak laptörténete sorolja fel. Ez a jelzés csupán a megfogalmazás eredetét és a szerzői jogokat jelzi, nem szolgál a cikkben szereplő információk forrásmegjelöléseként.